# Тоні Гунаван
Тоні Гунаван (кит. трад.: 吳俊明; піньїнь: Wu Junming; індонез. Tony Gunawan; нар. 4 вересня 1975, Сурабая, провінція Східна Ява, Індонезія) — індонезійський та американський бадмінтоніст китайського походження, олімпійський чемпіон та чемпіон світу.

## Спортивні досягнення

### Виступи на Олімпійських іграх
На літніх Олімпійських іграх 2000 року в Сіднеї, виступаючи за Індонезію, здобув золоту нагороду в парному чоловічому розряді разом з Чандрою Віявою, подолавши у фінальному поєдинку південнокорейську пару Лі Донсу / Ю Йонсон.

### Виступи на чемпіонатах світу
Двічі ставав чемпіоном світу. На чемпіонаті світу 2001 року в Севільї, виступаючи за Індонезію, здобув золоту нагороду у парному чоловічому розряді з Халімом Харьянто, перемігши у фіналі південнокорейську пару Лі Донсу / Ю Йонсон.. На чемпіонаті світу 2005 року в Анахаймі, виступаючи за США, здобув золоту нагороду у парному чоловічому розряді з Говардом Бечем, подолавши у фіналі своїх колишніх співвітчизників та свого колишнього партнера Чандру Віяву у парі з Сігітом Будіарто. На чемпіонаті світу 2007 року в Куала-Лумпурі, захищаючи кольори США, знову об'єднався з Чандрою Віявою, який виступав за Індонезію, але програли у чвертьфіналі індонезійській парі Маркіс Кідо / Хендра Сетьяван..

## Сімейний стан
Тоні Гунаван одружений з індонезійською бадмінтоністкою Еті Тантрою, яка теж брала участь в літніх Олімпійських іграх 2000 року, де посіла п'яте місце в жіночому парному розряді.